# Häggenås
Häggenås ist ein Ort (tätort) in der schwedischen Provinz Jämtlands län und der historischen Provinz Jämtland. Der Ort liegt etwa dreißig Kilometer nördlich von Östersund am Fluss Hårkan.
Die Inlandsbahn hält in den Sommermonaten in dem kleinen Bahnhof. Die Europastraße 45 führt durch den Ort. Häggenås hat eine eigene Kirche, die zwischen 1831 und 1837 erbaut wurde.
Die Anzahl der Einwohner in Häggenås ist über die letzten fünfzig Jahre im Gegensatz zu anderen nordschwedischen Ortschaften recht stabil. Die höchste Einwohnerzahl wurde 1990 mit 373 Einwohnern festgestellt.